# カステッリ
カステッリ（イタリア語: Castelli）は、イタリア共和国アブルッツォ州テーラモ県にある、人口約1,100人の基礎自治体（コムーネ）。

## 地理

### 位置・広がり

#### 隣接コムーネ
隣接するコムーネは以下の通り。括弧内のAQはラクイラ県所属を示す。
- アルシータ
- ビゼンティ
- カラーショ (AQ)
- カステル・カスターニャ
- カステル・デル・モンテ (AQ)
- カステルヴェッキオ・カルヴィージオ (AQ)
- イーゾラ・デル・グラン・サッソ・ディターリア

## 行政

### 分離集落
カステッリには、以下の分離集落（フラツィオーネ）がある。
- Acquaviva-Bivio Villa Rossi, Casette, Colledoro, Loricco, Morricone, Palombara, San Donato, San Salvatore, Santa Maria della Neve, Villa Colli, Villa Rossi

## 文化・観光
「イタリアの最も美しい村」クラブ加盟コムーネである。